# Phaser (játékfejlesztő keretrendszer)
A Phaser egy erős és sokoldalú, nyílt forráskódú 2D-s játékfejlesztő keretrendszer, amely lehetővé teszi az asztali és mobil HTML5-játékok készítését. A Photon Storm által fejlesztett szabad szoftver 2013-ban jelent meg, és az aktív közösségi támogatás, a könnyű használat és a számos funkció révén óriási népszerűséget vívott ki a játékfejlesztők körében.
A Phaser belsőleg Canvas és WebGL megjelenítőt is használ, és a böngésző támogatása alapján automatikusan válthat közöttük. Ez gyors megjelenítést tesz lehetővé asztali számítógépeken és mobileszközökön egyaránt.
A játékok telepíthetőek iOS-re, Androidra és natív asztali alkalmazásokra pl.az Apache Cordova eszközön keresztül.

## A Phaser története
Richard Davey 2013 április 12-én jelentette be a Phaser első kiadását egy blogbejegyzésben, az 1.0-ás verzió 2013 szeptember 16-án jelent meg.
A Phaser 2 utolsó hivatalos verziója a 2.6.2 volt, viszont annak érdekében, hogy lehetséges legyen a stabil verzió fejlesztése, mialatt egyidejűleg a Phaser 3-an is dolgoztak, egy új adattárat hoztak létre: Phaser CE (Community Edition).  A Phaser CE a mai napig is a javasolt stabil platform a Phaserrel való fejlesztéshez.
A Phaser 3.0.0-as verzió 2018 február 13-án jelent meg, a fejlesztés pedig továbbra is folyamatban van a GitHubon. A keretrendszer legtöbb elemét és funkcióját nulláról újjáépítették. Az új strktúra teljesen moduláris és egy adatorientált elvrendszert követ. A Phaser 3 egy vadonatúj WebGL-megjeleníőt tartalmaz, amely kiválóan illik a modern 2D-s játékok fejlesztéséhez.
A 2019. augusztus 19-én bejelentett Phaser 4 jelenleg fejlesztés alatt áll.

## Felépítés és jellemzők
A Phaser számos olyan funkciót kínál, amelyek megkönnyítik a játékfejlesztést. Tartalmaz úgynevezett "fizikai motort"(physics engine), amely lehetővé teszi a valósághű interakciókat a játékelemek között, legyen az ütközés, gravitáció vagy bonyolult mozgásszimuláció. Emellett nyújt animációtámogatást és egy kifinomult kamera rendszert a sima játékmegjelenítés érdekében.

### Plattformfüggetlenség
A Phaser egyik legnagyobb előnye az, hogy több platformot is támogat. Mivel HTML5-re és a JavaScript -re alapoz, a Phaserrel fejlesztett játékok könnyen futtathatóak különböző eszközökön, beleértve az asztali számítógépeket, mobilokat, még a webböngészőket is. A keretrendszer alkalmazkodóképessége vonzóvá teszi a fejlesztők számára, akik széles közönséget szeretnének elérni.

## Fordítás
Ez a szócikk részben vagy egészben  a   Phaser (game framework) című angol Wikipédia-szócikk fordításán alapul.  Az eredeti cikk szerkesztőit annak laptörténete sorolja fel. Ez a jelzés csupán a megfogalmazás eredetét és a szerzői jogokat jelzi, nem szolgál a cikkben szereplő információk forrásmegjelöléseként.